# Franz Kusmierek
Franz Kusmierek (* 7. Juni 1920) ist ein ehemaliger deutscher Fußballspieler. Er wurde mit der BSG Waggonbau Dessau ostdeutscher Pokalsieger und spielte für Dessau in der höchsten ostdeutschen Fußball-Liga.

## Sportliche Laufbahn
Der erste Wettbewerb um den ostdeutschen FDGB-Fußballpokal wurde 1949 ausgetragen und endet mit dem 1:0-Sieg der Betriebssportgemeinschaft (BSG) Waggonbau Dessau über die SG Gera-Süd. Torschütze des einzigen Treffers war der 29-jährige Franz Kusmierek, der als halbrechter Stürmer aufgeboten worden war. 
Mit dem Pokalsieg hatte sich die BSG Waggonbau gleichzeitig für die erste Saison der neu gegründeten Fußball-Zonenliga (später DS-Oberliga, DDR-Oberliga) qualifiziert. Zum Aufgebot für die Saison 1949/50 gehörte wieder Kusmierek, der schon im ersten Punktspiel eingesetzt wurde und danach alle übrigen Meisterschaftsspiele der Saison bestritt. Am 18. Spieltag in der Begegnung Waggonbau Dessau – Vorwärts Schwerin gelang ihm das Kunststück, beim 10:0-Sieg sechs Tore zu erzielen. Damit hatte er den Grundstein dafür gelegt, dass er am Saisonende mit 15 Treffern bester Torschütze der Dessauer war. In der Liste der besten Torschützen der Liga kam er damit auf Platz vier. 
Anschließend versuchte er sein Glück beim West-Berliner Verein Wacker 04 in der Berliner Vertragsliga. Er kehrte jedoch schnell wieder nach Dessau zurück, musste aber zunächst eine viermonatige Sperre absitzen. Erst am 21. Januar 1951, dem 20. Spieltag, bestritt Kusmierek wieder ein Punktspiel für die Dessauer Mannschaft, die sich inzwischen BSG Motor nannte und in der ebenfalls umbenannten DS-Oberliga spielte. Bis zum Ende der Spielzeit bestritt er insgesamt 15 Oberligaspiele, kam aber nur noch einmal zu einem Torerfolg. 
Für die Spielzeit 1951/52 stand Kusmierek zum letzten Mal im Oberliga-Aufgebot der BSG Motor Dessau. Er bestritt noch die ersten neun Punktspiele, anfangs als Abwehrspieler, zuletzt wieder als Stürmer. Danach wurde er nicht mehr eingesetzt. Er war auf 50 Erstligaspiele gekommen und hatte dabei 16 Tore erzielt.